# Faunis gripusalis
Faunis gripusalis är en fjärilsart som beskrevs av Fabricius 1775. Faunis gripusalis ingår i släktet Faunis och familjen praktfjärilar. Inga underarter finns listade i Catalogue of Life.